# 915
| [ Edytuj tabelę ]          |                                              |
| Król Anglii                | - 899 Edward Starszy 924                     |
| Hrabia Aragonii            | - 893 Galindo II 922                         |
| Król Armenii               | - 913 Aszot II Żelazny 928                   |
| Hrabia Barcelony           | - 911 Sunyer I 947                           |
| Książę Bawarii             | - 907 Arnulf 937                             |
| Książę Burgundii           | - 880 Ryszard I Prawodawca 921               |
| Cesarz Bizancjum           | - 913 Konstantyn VII Porfirogeneta 959       |
| Car Bułgarii               | - 913 Symeon I 927                           |
| Książę Czech               | - 895 Spitygniew I 915 - 915 Wratysław I 921 |
| Król Franków zachodnich    | - 893 Karol III Prostak 922                  |
| Cesarz Japonii             | - 897 Daigo 930                              |
| Kalif                      | - 908 Al-Muqtadir 932                        |
| Król Khmerów               | - 910 Harszawarman I 922                     |
| Wielki książę Kijowa       | - 912 Igor Rurykowicz 945                    |
| Patriarcha Konstantynopola | - 912 Mikołaj I Mistyk 925                   |
| Król Leónu                 | - 914 Ordoño II 924                          |
| Król Mercji                | - 911 Ethelfleda 918                         |
| Król Nawarry               | - 905 Sancho I 926                           |
| Król Norwegii              | - 872 Harald Pięknowłosy 930                 |
| Papież                     | - 914 Jan X 928                              |
| Cesarz rzymski             | - 915 Berengar 924                           |
| Książę Saksonii            | - 912 Henryk I Ptasznik 936                  |
| Król Szkocji               | - 900 Konstantyn II 943                      |
| Doża Wenecji               | - 912 Orso II Partecipazio 932               |
| Książę Węgier              | - 907 Zoltán 947                             |

Rok 915 / CMXV
stulecia: IX wiek ~
X wiek ~
XI wiek

lata: 905 «
910 «
911 «
912 «
913 «
914 «
915
» 916
» 917
» 918
» 919
» 920
» 925

## Wydarzenia
- Europa
  - król włoski Berengar I został cesarzem
  - bitwa nad rzeką Garigliano - połączone siły italskie pokonały Arabów